# Cotroceni-palota
A Cotroceni-palota (románul: Palatul Cotroceni) Románia elnöki hivatalának székhelye. Bukarestben, a Bulevardul Geniului 1. szám alatt található. Az épületben múzeum is működik.

## Története
1679 és 1682 között, uralkodása első éveiben Șerban Cantacuzino havasalföldi fejedelem kolostort építtetett a Dâmbovița jobb partján, a Cotroceni-dombon, egy korábbi remetelak helyén. Az Istenszülő elszenderülése titulussal templomot, valamint a kolostortól északra barokk szellemben fejedelmi palotát létesített, melyet II. Konstantin fejedelem is használt.
Az 1821-es havasalföldi forradalom során Cotroceni-ben verte fel táborát Tudor Vladimirescu. Az 1848-as havasalföldi forradalom itt ért véget: felolvasták a Fényes Porta elítélő kiáltványát, majd számos forradalmárt és fővárosi előkelőt tartóztattak le.

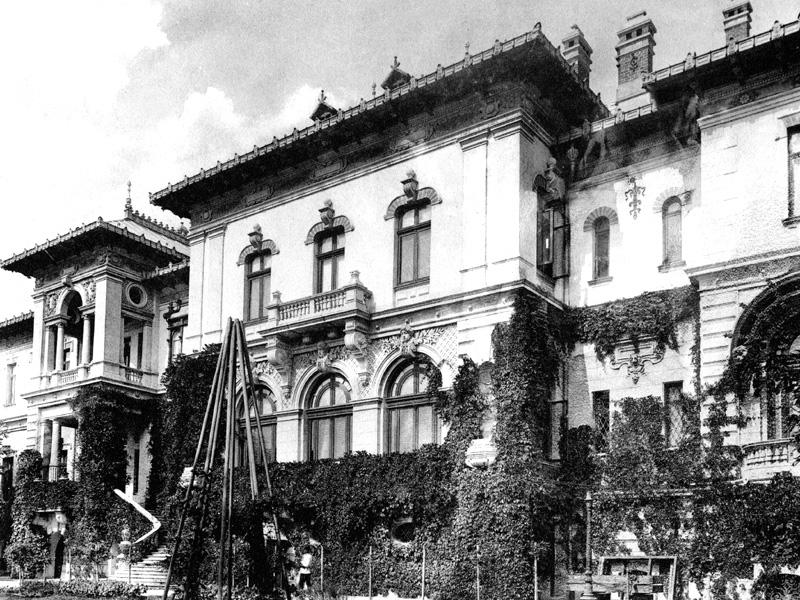
A palota az 1900-as évek elején

Barbu fejedelem 1852-ben korszerűsítette, és nyári rezidenciájává tette. A fővárossal való kapcsolat javítása érdekében egy új utat is építtetett a kolostor nagy birtokán keresztül, mely a fejedelmi birtok és a későbbi (1860-ban létrejött) botanikus kert határát is kijelölte.
1862-ben Alexandru Ioan Cuza számára alakították át. Mai formáját I. Károly román király idejében, 1893 és 1895 között nyerte el, aki Ferdinánd herceg és Mária hercegné rezidenciájává fejlesztette Paul Gottreau francia építész tervei alapján. Belső kialakítása még évtizedekig elhúzódott. 1914-től, Ferdinánd királlyá koronázásától uralkodói rezidenciaként működött. 1918-ban itt írták alá a bukaresti békét a Román Királyság és a központi hatalmak között. A „nagy egyesülés” után Grigore Cerchez építész tervei alapján több módosítást és kiegészítést végeztek.
Miután Mihály királyt a kommunisták elűzték az országból, az épületet kifosztották, majd 1949-ben Úttörőpalotává alakították. Az 1977-es földrengésben károsodott; helyreállítása 10 évig tartott, és 1984-ben a kolostor régi templomát is lebontották. Ebben az időszakban egy új szárny is épült. Ezt követően állami protokollingatlanként, nemzetközi találkozók helyszíneként, illetve magas rangú külföldi látogatók vendégházaként vették használatba.
A forradalom után, 1990-től új szárnyában az elnöki hivatal, a másikban a Cotroceni Nemzeti Múzeum kapott helyet.

## Jellemzői

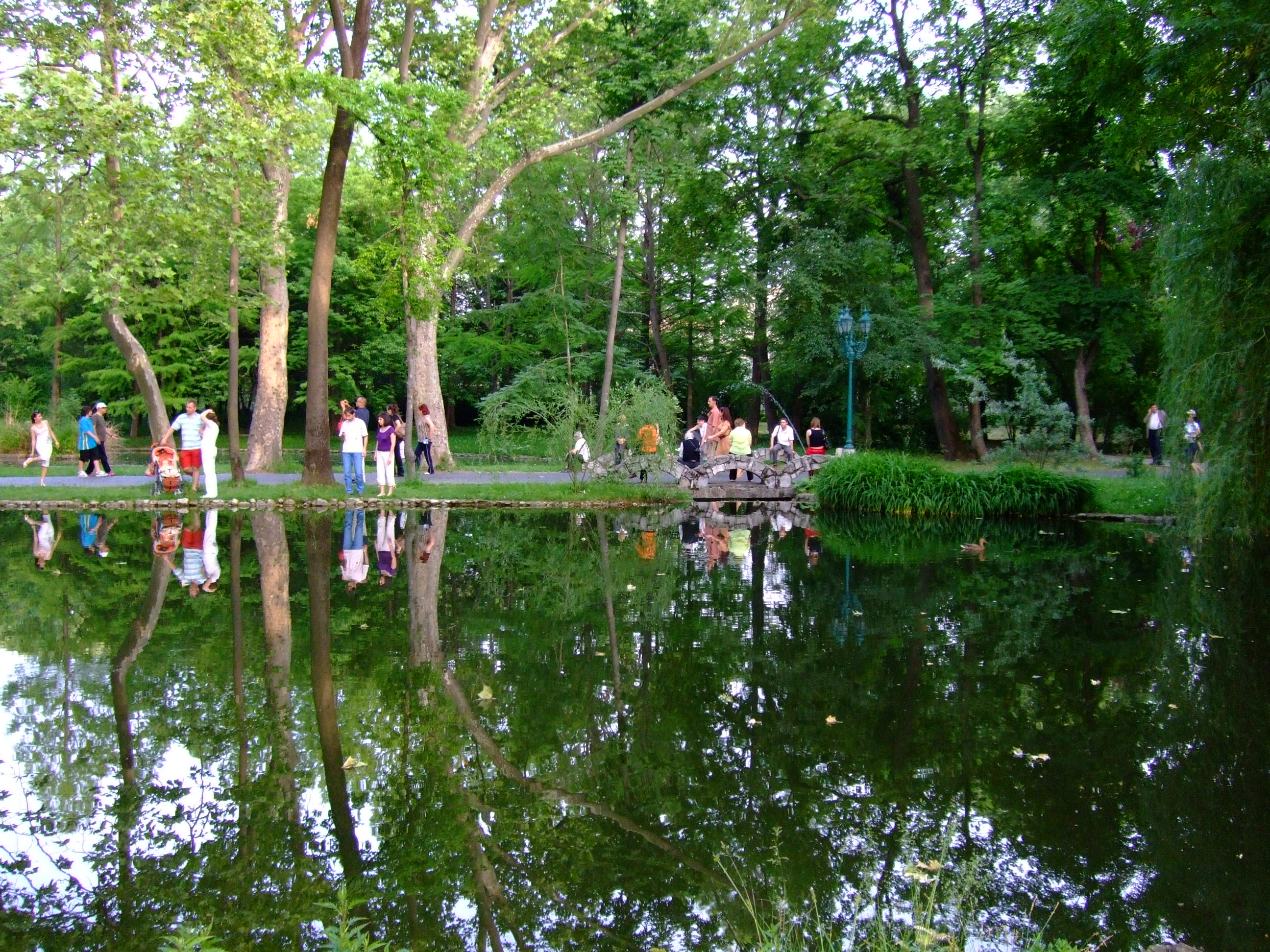
Látogatók a palotakertben

Az eklektikus stílusú épületegyüttest 15 hektáros park veszi körül.

## Látogatása
Az épület 2025 márciusától hétvégénként látogatható.